# Enrique Rodríguez Bustelo

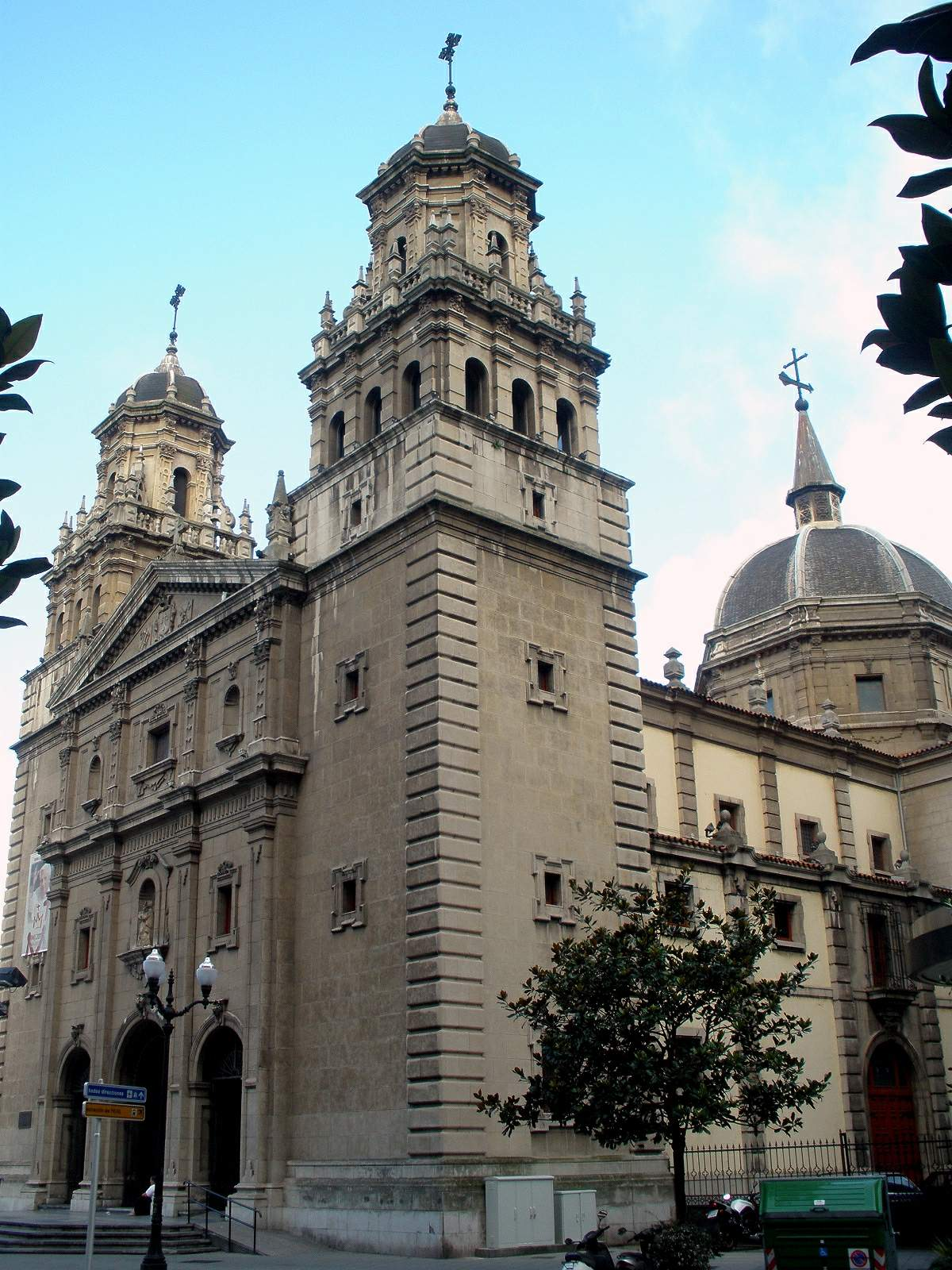
Iglesia de San José en Gijón

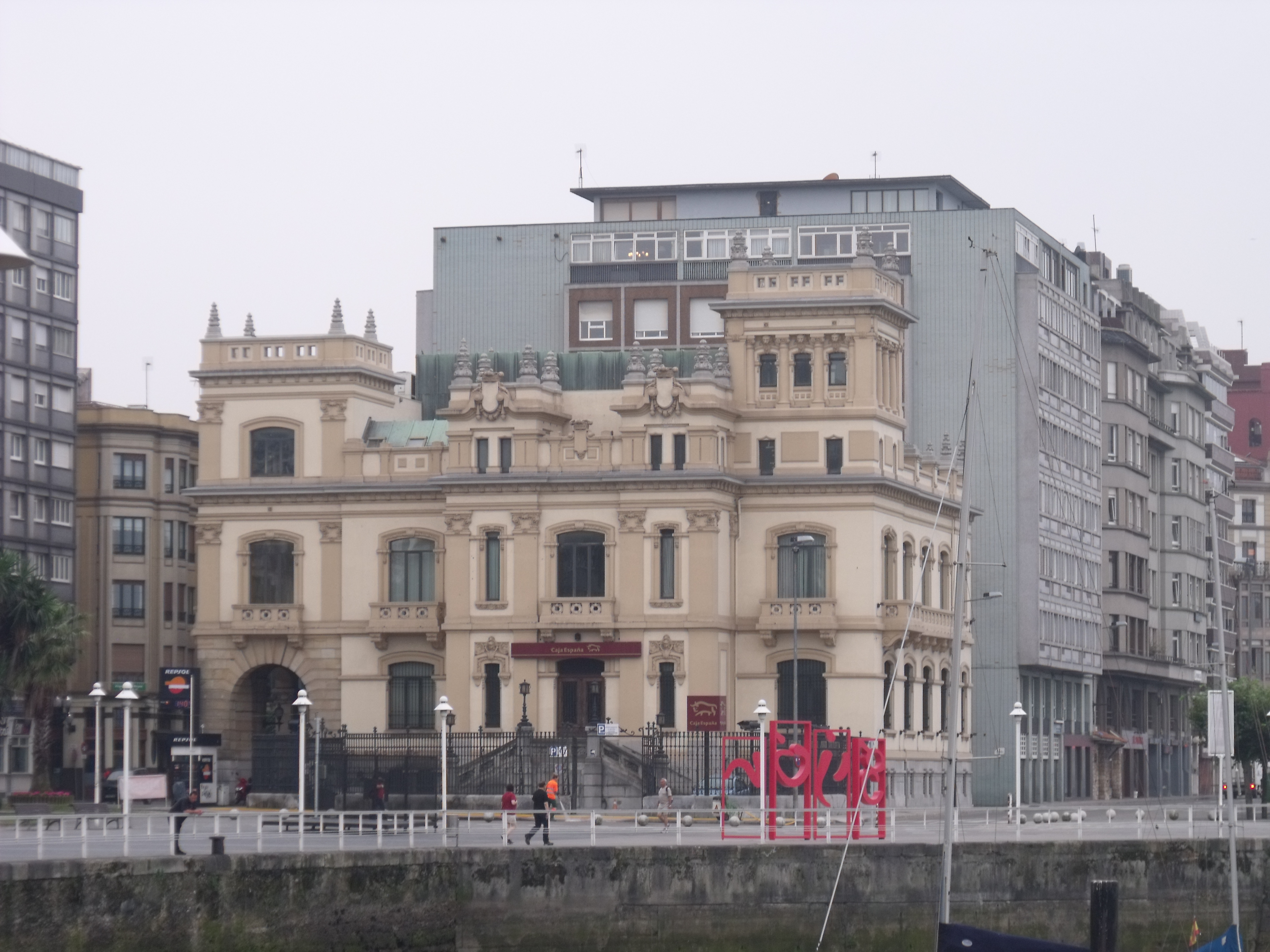
Antiguo Banco Urquijo, junto al Puerto Deportivo de Gijón

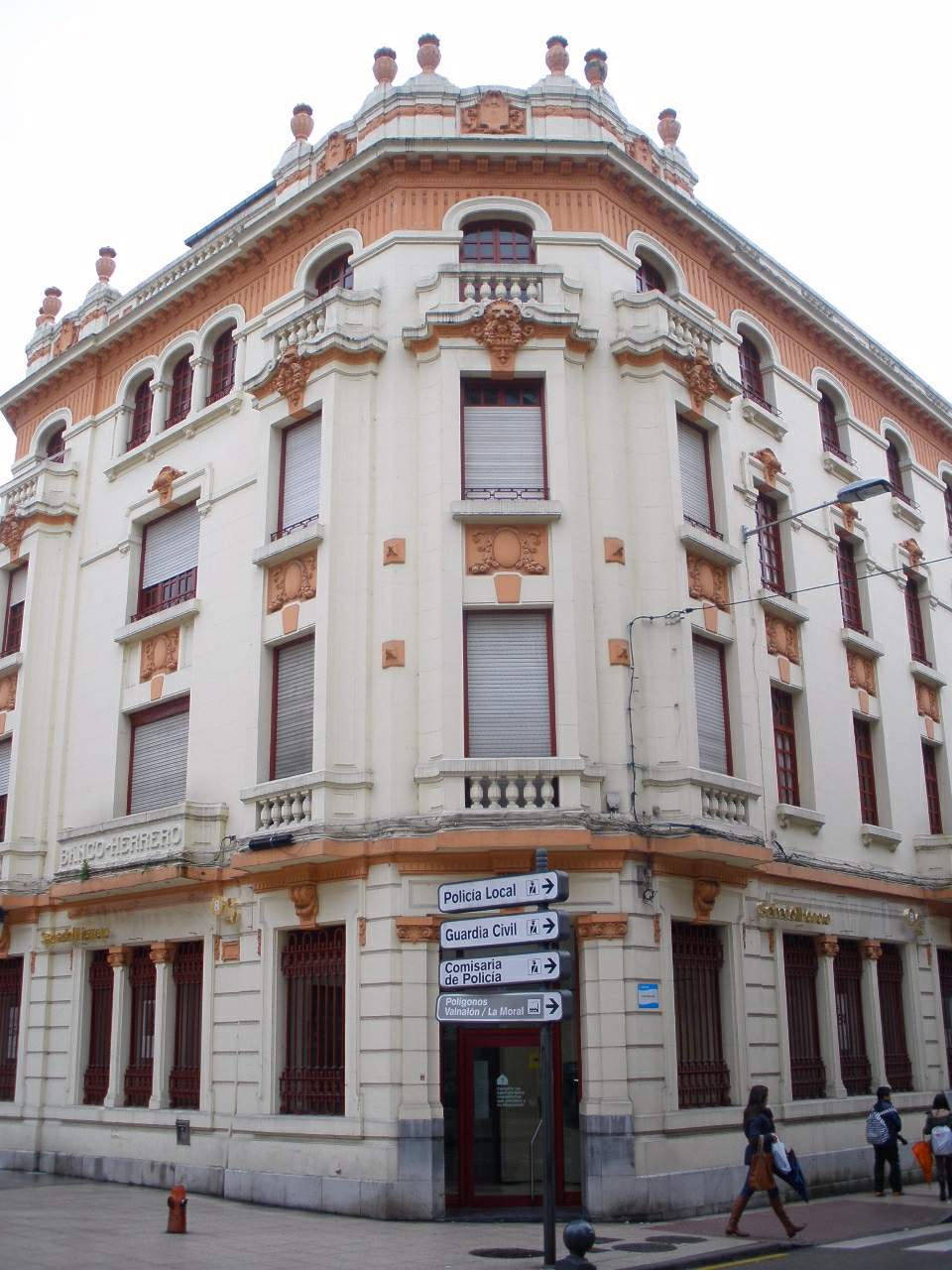
Banco Herrero en Sama de Langreo

Enrique Rodríguez Bustelo (Noreña, Asturias, 7 de diciembre de 1885-Oviedo, 1983) fue un arquitecto asturiano. Además de su trabajo como arquitecto se dedicó a la restauración de monumentos y a la planificación urbana. Su obra abarca diversos estilos: el ecleticismo de principios del siglo XX, el regionalismo de los años 20 y posteriormente, el modernismo.

## Biografía
Hijo del empresario Justo Rodríguez Fernández, su hermana estuvo casada con Camilo Alonso Vega. Estudió arquitectura en la Escuela Superior de Madrid, siendo discípulo de Vicente Lampérez. Se graduó en 1913. Desde ese momento viajó en numerosas ocasiones al extranjero. Pertenece a la primera generación racionalista asturiana, junto a Pedro Cabello y José Avelino Díaz Fernández-Omaña. Tras una primera época decó, pronto se decantó por el racionalismo salmón.
Fue nombrado arquitecto municipal de Langreo y Oviedo así como arquitecto diocesano. Fue nombrado académico numerario de la Escuela de Artes Aplicadas de Oviedo y obtuvo la medalla de oro por el diseño del pabellón de Asturias de la Exposición Iberoamericana de Sevilla en 1929. Fue también el encargado de la obra de ampliación del Teatro Campoamor de Oviedo y realizó los proyectos de restauraciones de, entre otros, los ayuntamientos de Oviedo y Avilés. Dejó en su obra numerosos edificios urbanos e institucionales y varias iglesias, especialmente en el Principado de Asturias. Su obra giró en torno al eclecticismo, historicismo, neorrománico, herreriano, barroco, montañés, regionalismo o al movimiento moderno entre otros estilos. Tras la Guerra Civil, retornó al historicismo.

## Obras destacadas
- Iglesia de Pola de Lena (1916, Lena) Desaparecida
- Chalé Figaredo (1917, Figaredo)
- Chalé Bustelo (1917, La Felguera)
- Barrio de La Nalona (1917, Lada) Desaparecido
- Banco Urquijo (1918, Gijón)
- Sociedad el Fomento (1918, Gijón)
- Villa García-Sol (1918, Gijón)
- Barrio del Marqués de Urquijo (1919, La Felguera)
- Restauración de Las Caldas (1920, Oviedo)
- El Jardín de Santa Ana (1920, El Entrego)
- Banco Herrero (1921, Sama de Langreo)
- Mercado de abastos (1924, Luarca)
- Iglesia de San Juan (1926, Mieres)
- Plaza de La Catedral (1928, Oviedo)
- Caja de Ahorros (1929, Oviedo)
- Pabellón de Asturias (1929, Sevilla)
- Instituto de Bachillerato (1934, Avilés)
- Orfanato Minero (1935, Oviedo)
- Edificio Anís de la Asturiana (1939, Oviedo)
- Cine Aramo (1941, Oviedo)
- Casa Consistorial (1953, Noreña)
- Casa Cuesta (Sama de Langreo)
- Iglesia de San José (1954, Gijón), neobarroca
- Iglesia de Cangas de Onís (1958)
- Fábrica de Coca-Cola (1960, Colloto)
- Convento Hermanas Agustinas (1969, Oviedo)